# Paul de Constantinople
Paul de Constantinople ou Paul Ier de Constantinople (mort en 351) est un évêque chrétien, confesseur de la foi, martyr et déclaré saint par les Églises catholique et orthodoxe. Nommé évêque de la ville de Constantinople en 337, il est exilé plusieurs fois par l'empereur romain Constance II, qui, étant arien, s'oppose à son évêque sur la définition du christianisme.
Lors de son dernier exil, vers 351, Paul est exécuté par ses gardiens, qui l'étranglent.

## Biographie
Paul est né à Thessalonique en Grèce, à une date non déterminée. Il est nommé prêtre à Constantinople, puis devient le secrétaire de l'évêque Alexandre à Constantinople. Avant de mourir en 337, Alexandre le nomme comme son successeur. Mais l'empereur Constance II (337-361) est arien et refuse de reconnaître que le Christ est « vrai Dieu et vrai homme ». Il s'oppose alors théologiquement à son évêque qui reste fidèle « à la foi du concile de Nicée »,. 
Les évêques partisans de l'arianisme, soutenus par l'empereur, obtiennent son bannissement de l'empire. Paul se réfugie auprès du Pape à Rome, qui le soutient dans sa défense de la foi promulguée lors du concile de Nicée. Paul retrouve à Rome Athanase d'Alexandrie, lui aussi exilé pour la même raison. À la mort d'Eusèbe de Nicomédie (évêque arien nommé à sa place) en 341, Paul rentre à Constantinople pour reprendre son siège épiscopal. Une fois rentré, Paul « réconforte les chrétiens fidèles et malmenés par les ariens », ce qui lui vaut un second bannissement et exil. Il rentre à Constantinople en 342. Mais une émeute éclate entre les chrétiens orthodoxes et les ariens. Soutenant ces derniers, l'empereur exile Paul à Singara en Mésopotamie,.
Paul fait plusieurs tentatives de retour à son siège épiscopal, en particulier en 343 à l'occasion du concile de Sardique, mais il est bloqué par l'empereur qui l'exile à nouveau à Émèse en Syrie. Finalement, l'empereur exile l'évêque à Cucuse en Cappadoce où ses gardiens l'épuisent en le faisant souffrir de la faim avant de l'étrangler durant un office religieux (à l'aide de son pallium) vers 351,,.

## Fête et mémoire
En 381, l'empereur Théodose le Grand rapatrie solennellement les reliques de « saint Paul de Constantinople » de Cucuse à Constantinople. En 1326, les reliques du saint sont transférées à Venise.
Paul de Constantinople est fêté comme saint et martyr le 6 novembre pour l'Église catholique et le 7 juin localement et par l’Église orthodoxe.